# 今井金箔股份
今井金箔股份有限公司，簡稱今井金箔股份或今井金箔（日語：株式会社 今井金箔），1898年在石川縣金澤市創立。
主要生產神位及神枱位置使用金箔產品，除此之外，還銷售銀箔產品。總裁為今井圭一。已先後獲得ISO9000及ISO9001:2000認證。

## 連結
- 今井金箔股份有限公司